# U-82号潜艇 (1916年)
陛下之82号潜艇是德意志帝国海军建造的一艘中型潜艇或称U艇。它由基尔的日耳曼尼亚船厂承建，于1916年7月1日下水，至同年9月16日交付使用。U-82号是在第一次世界大战期间服役的329艘德国潜艇之一，曾参加过大西洋潜艇战。在其十一次巡逻中，共击沉协约国或中立国的34艘商船（98091总吨）和2艘辅助军舰（10219总吨）。战后，根据停战协议的要求，该艇于1919年1月16日被引渡至英国正式投降，并最终于1919－1920年间在布莱斯拆解报废。

## 设计
第一次世界大战爆发后，为了满足潜艇破交战的作战需求，德意志帝国海军潜艇局（U-Boot-Inspektion）在U-43号（战时动员型）的基础上，研发出了一种技术上更为成熟的中型潜艇。其排水量适中、性能均衡，非常适合北海和英国周边海域的作战环境。海军为此共计批出34艘订单，战术编号使用U-81至U-114号。实战证明，这一系列的潜艇具有出色的航海能力和稳定的耐用性，它们的许多布置也对后世IX級潛艇和国外一些潜艇的设计产生了影响。
U-82号为双壳体远洋潜艇，水上和水下排水量分别为808吨和946吨。其全长70.06米；舷宽6.30米，当中的耐压壳体宽为4.15米；有4.02米的吃水深度。艇只搭载有可在水上使用的两台猛狮六缸四冲程柴油发动机，总功率为2,400匹公制馬力（1,765千瓦特）；以及可在水下使用的西门子-舒克特双电动发电机，总功率为1,200匹公制馬力（883千瓦特）。这些发动机用以驱动双轴、每根轴各一个的直径1.7米长螺旋桨。它的潜航深度为50米。
U-82号在水上的最高速度达16.8節（31.1每小時），在水下的最高航速则为9.1節（16.9每小時）。它可以8節（15每小時）的速度在水上巡航11,220海里（20,780），或以5節（9.3每小時）的速度在水下巡航56海里（104）。该艇装备了四具直径为500毫米的鱼雷发射管，其中艏、艉各两具，并可携带12－16枚鱼雷；作为辅助武器的甲板炮则是一门105毫米45倍径速射炮。其标准船员编制为4名军官及31名水兵。

## 历史
U-82号是由德意志帝国海军作为F项战时订单（Kriegsauftrag F）的一部分，于1915年6月23日向基尔的日耳曼尼亚船厂订购，建造序列号为252。艇只于1916年7月1日下水，至同年9月16日在首任艇长、海军上尉汉斯·亚当的指挥下正式交付使用。继亚当于1918年4月29日离任后，则由海因里希·米登多夫上尉登艇行使指挥权直至战争结束。完成海试后，U-82号自1916年11月起被编入分驻埃姆登和博尔库姆的第四潜艇区舰队服役，并在战争期间一直隶属于该部队。
第一次世界大战期间，U-82号在北海和北大西洋东部完成了十一次巡逻；共击沉协约国或中立国的34艘商船（98091总吨）和2艘辅助军舰（10219总吨），另击伤2艘商船（14542总吨）和1艘辅助军舰（18372总吨）。其中，被U-82号击沉的最大型船舶是容积为8719总吨的法国货轮全能号（Omnium），它于1917年1月2日从新奥尔良前往圣纳泽尔的途中，在庞马尔西南偏西约120海里（220）处遭到U-82号袭击并沉没。而吨位最大的受损船舶则是前身为德国客轮塞西莉公主号的美国运兵船弗农山庄号（Mount Vernon）；这艘逾18000总吨的辅助军舰于1918年9月5日被U-82号发射的鱼雷击中，在抵达布雷斯特港时已严重损坏。这也是一战期间被U艇击中的最大型船舶之一，并导致34人罹难。几天后，即1918年9月12日，U-82号还袭击了容积总吨近8000吨的英国客轮戈尔韦城堡号；后者遭到严重破坏，导致143人死亡，并在三天后沉没。
U-82号在战争中幸存了下来，没有被击沉。战后，根据对德停战协议的要求，它于1919年1月16日移交英国，并在哈维奇正式向协约国投降。该艇最终于1919至1920年间在布莱斯拆解报废。

## 袭击历史摘要

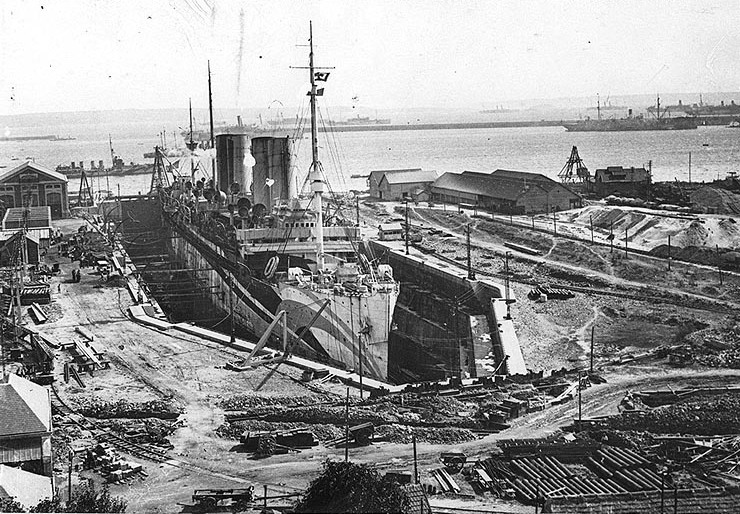
1918年9月，被U-82号以鱼雷击中后的弗农山庄号进入旱坞维修。

| 日期           | 船名                    | 船籍         | 吨位 （容积总吨） | 结局 |
| -------------- | ----------------------- | ------------ | ----------------- | ---- |
| 1916年12月5日  | 多里特号                | 丹麦         | 242               | 击沉 |
| 1916年12月5日  | 艾拉号                  | 挪威         | 879               | 击沉 |
| 1916年12月6日  | 克莉丝汀号              | 丹麦         | 196               | 击沉 |
| 1916年12月6日  | 罗伯特号                | 丹麦         | 353               | 击沉 |
| 1916年12月10日 | 格尔达号                | 丹麦         | 287               | 击沉 |
| 1917年1月2日   | 全能号                  | 法國         | 8719              | 击沉 |
| 1917年1月3日   | 维京号                  | 丹麦         | 761               | 击沉 |
| 1917年1月4日   | 卡拉布罗号              | 義大利王國   | 1925              | 击沉 |
| 1917年1月5日   | 埃布罗号                | 丹麦         | 1028              | 击沉 |
| 1917年1月6日   | 博弗龙号                | 英国         | 1720              | 击沉 |
| 1917年4月23日  | 玛丽塔号                | 挪威         | 1759              | 击沉 |
| 1917年4月24日  | 西尔斯阿德号            | 英国         | 4136              | 击沉 |
| 1917年4月25日  | 哈肯萨克号              | 英国         | 4060              | 击沉 |
| 1917年5月4日   | 埃林号                  | 希腊         | 4577              | 击伤 |
| 1917年6月11日  | 赛尔法号                | 英國皇家海軍 | 2917              | 击沉 |
| 1917年6月13日  | 斯图勒居特号            | 挪威         | 2557              | 击沉 |
| 1917年6月14日  | 圃鹀号                  | 英国         | 1727              | 击沉 |
| 1917年6月14日  | 塔普婁号                | 英国         | 2981              | 击沉 |
| 1917年6月15日  | 阿尔贝蒂娜·贝阿特丽策号 | 荷蘭         | 1379              | 击沉 |
| 1917年6月15日  | 韦斯通比号              | 英国         | 3795              | 击沉 |
| 1917年6月16日  | 杰西号                  | 英国         | 2256              | 击沉 |
| 1917年6月18日  | 西尔斯杜号              | 英国         | 4026              | 击沉 |
| 1917年7月25日  | 芒克斯通号              | 英国         | 3097              | 击沉 |
| 1917年7月31日  | 奥卢比安号              | 英国         | 3876              | 击沉 |
| 1917年7月31日  | 库恩摩尔号              | 英國皇家海軍 | 7302              | 击沉 |
| 1917年9月19日  | 圣罗纳德号              | 英国         | 4387              | 击沉 |
| 1917年11月15日 | 德多拉特号              | 荷蘭         | 243               | 击沉 |
| 1918年2月19日  | 格伦卡隆号              | 英国         | 5117              | 击沉 |
| 1918年2月19日  | 费城人号                | 英国         | 5165              | 击沉 |
| 1918年4月8日   | 泰努伊号                | 英国         | 9965              | 击伤 |
| 1918年4月10日  | 西苑号                  | 英国         | 3453              | 击沉 |
| 1918年6月5日   | 阿尔戈英雄号            | 美国         | 4826              | 击沉 |
| 1918年6月7日   | 布里斯克号              | 挪威         | 1662              | 击沉 |
| 1918年6月8日   | 洪斯格鲁夫号            | 英国         | 3063              | 击沉 |
| 1918年6月8日   | 塞马号                  | 英国         | 1147              | 击沉 |
| 1918年9月4日   | 多拉号                  | 美国         | 7037              | 击沉 |
| 1918年9月5日   | 号                      | 美國海軍     | 18372             | 击伤 |
| 1918年9月12日  | 戈尔韦城堡号            | 英国         | 7988              | 击沉 |
| 1918年9月16日  | 马德林号                | 英国         | 2244              | 击沉 |

## 脚注
1. 1 2 3  Gröner 1991，第12–14頁.
2. 1 2  Helgason, Guðmundur. . German and Austrian U-boats of World War I - Kaiserliche Marine - Uboat.net.   [2014-12-24].
3. 1 2  Helgason, Guðmundur. . German and Austrian U-boats of World War I - Kaiserliche Marine - Uboat.net.   [2014-12-24].
4. ↑  陈进，第71頁.
5. ↑  Herzog，第50頁.
6. ↑  Herzog，第48頁.
7. ↑  Herzog，第139頁.
8. ↑  Herzog，第123頁.
9. ↑  Herzog，第68頁.
10. ↑  Helgason, Guðmundur. . German and Austrian U-boats of World War I - Kaiserliche Marine - Uboat.net.   [2021-11-17].
11. ↑  Helgason, Guðmundur. . German and Austrian U-boats of World War I - Kaiserliche Marine - Uboat.net.   [2021-11-17].
12. ↑  Helgason, Guðmundur. . German and Austrian U-boats of World War I - Kaiserliche Marine - Uboat.net.   [2021-11-17].
13. ↑  Helgason, Guðmundur. . German and Austrian U-boats of World War I - Kaiserliche Marine - Uboat.net.   [2021-11-17].
14. ↑  Herzog，第90頁.
15. ↑  Helgason, Guðmundur. . German and Austrian U-boats of World War I - Kaiserliche Marine - Uboat.net.   [2014-12-24].